# Pereskia stenantha
Pereskia stenantha е вид растение от семейство Кактусови (Cactaceae). Видът е незастрашен от изчезване.

## Разпространение
Разпространен е в Бразилия.